# Igreja Matriz de São Bento (Ribeira Brava)

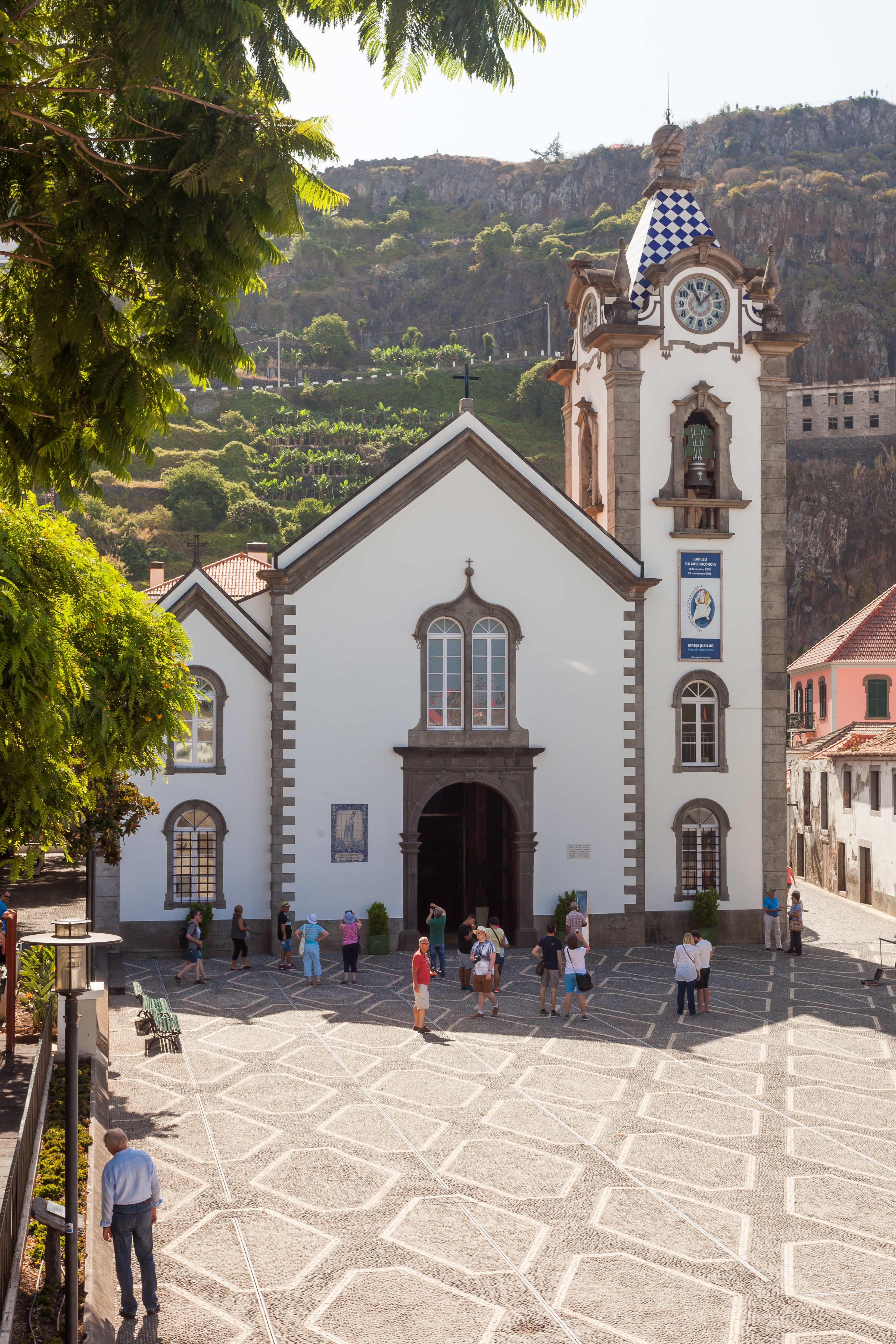
Igreja Matriz de São Bento (2016)

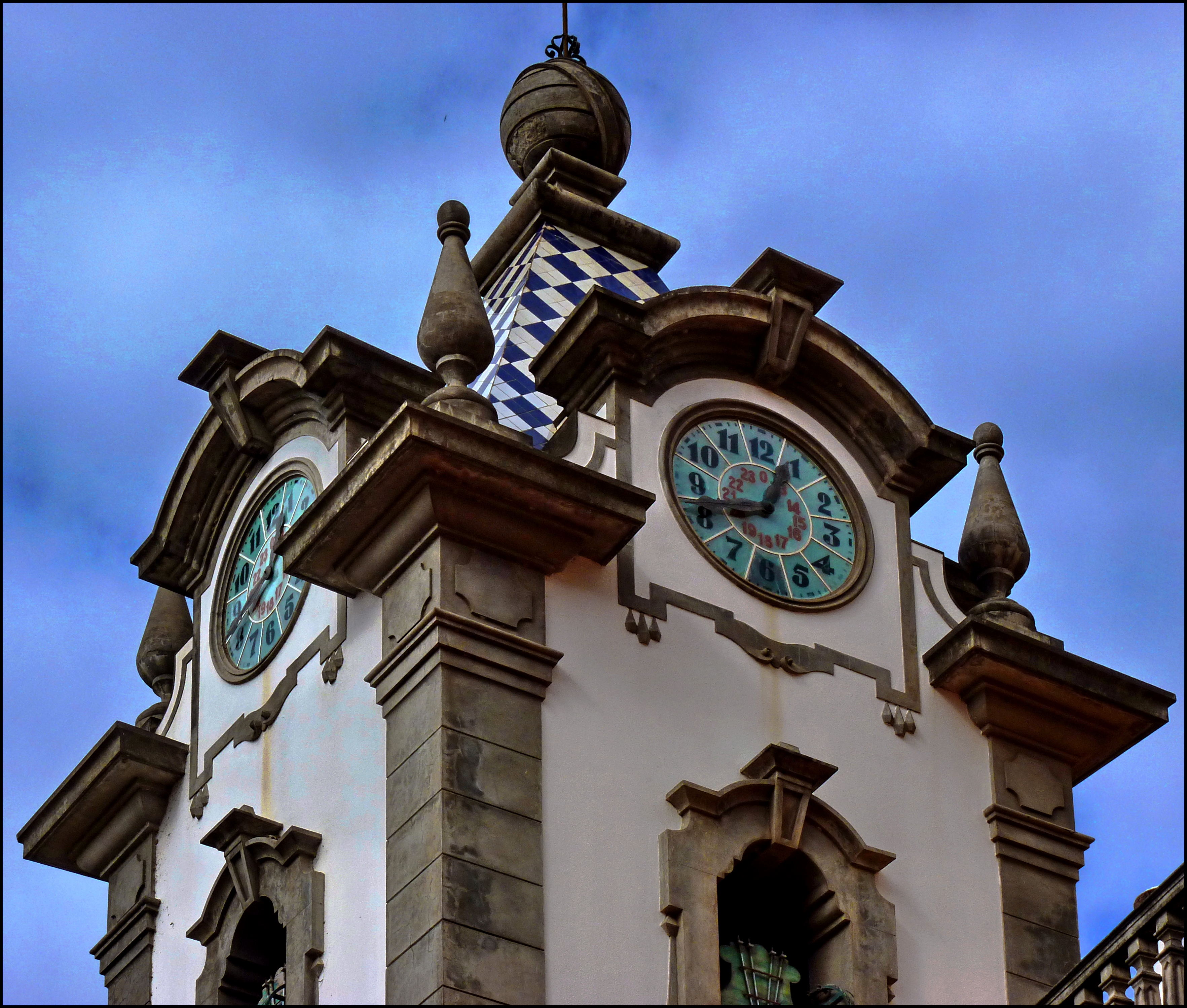
Kirchturm

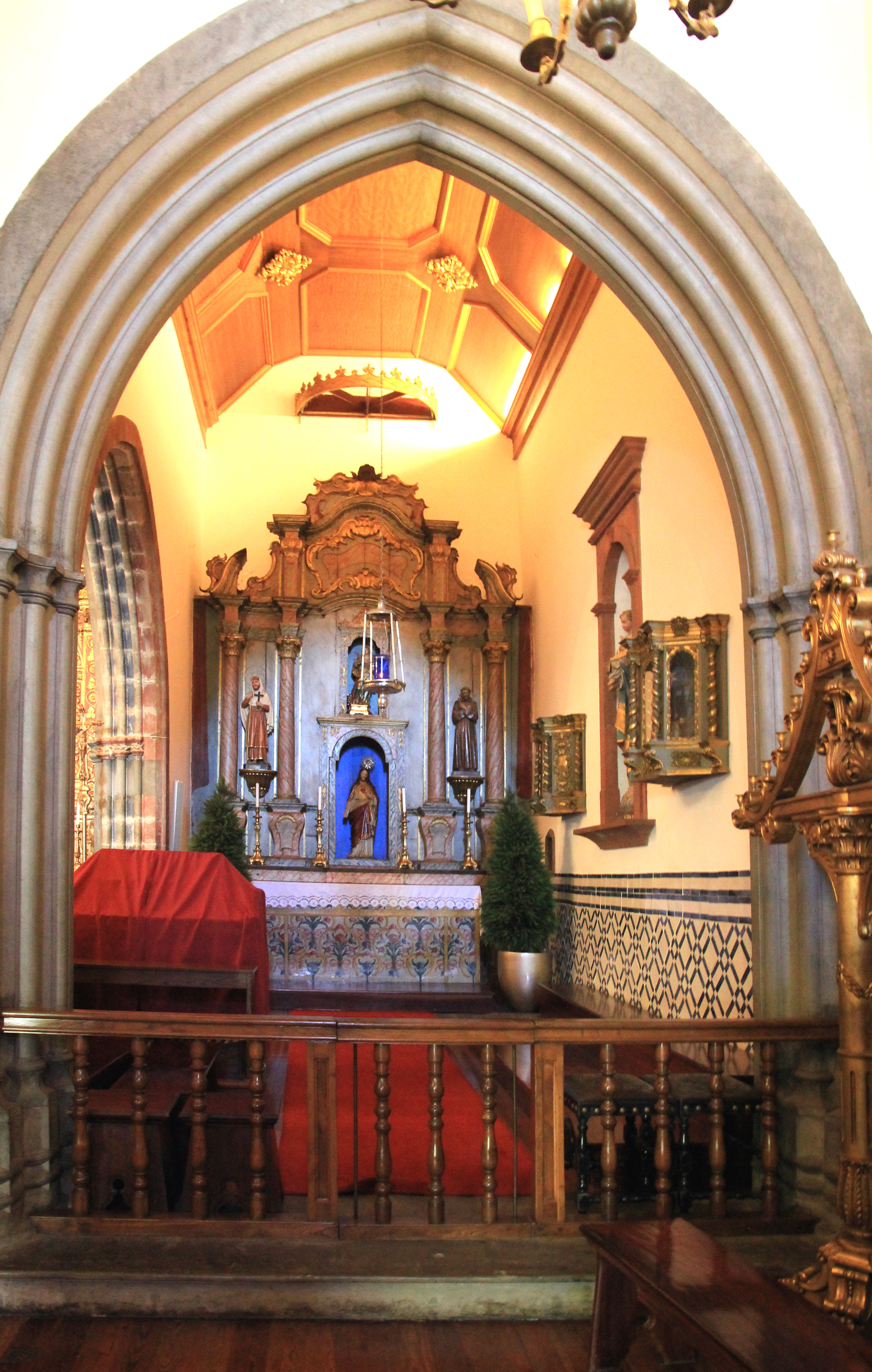
Altar

Die Igreja Matriz de São Bento ist eine Pfarrkirche in Ribeira Brava, Madeira, Portugal. Sie ist eine der ältesten Kirchen Madeiras. Die dreischiffige Kirche gilt als Hauptkirche der Stadt und befindet sich in der Rua Camacho 20 in Ribeira Brava, nicht weit vom Rathaus entfernt.

## Geschichte
Mit dem Bau der Kirche im gotischen Stil wurde im Jahr 1440 begonnen. Der Patron der Kirche wurde der Heilige Bernhard. Die Kirche wurde auf einer ursprünglichen Kapelle errichtet.

## Architektur
Der Kirchturm ist mit blauen Fliesen verziert und zeigt eine Armillarsphäre, das Herrschaftszeichen König Dom Manuels I. von Portugal.
Als Baustile umfasst sie Manuelinik, Manierismus und Barock. Sie ist nicht mehr im ursprünglichen Zustand erhalten und wurde mehrfach umgebaut.

## Ausstattung
Im Inneren der Kirche befinden sich Kunstwerke, Gemälde, Bildhauereien und Holzschnitzereien aus dem 16. und 17. Jahrhundert.
Außerdem ein manuelinisches Taufbecken (angeblich ein Geschenk König Manuels aus dem Jahr 1500), mit Azulejos verzierte Wände und ein aus Flandern stammendes Bildnis der Heiligen Jungfrau vom Rosenkranz aus dem Jahr 1520. Außerdem eine manuelinische Kanzel.
In einem Nebengebäude ist ein kleines Museum mit sakralen Gegenständen eingerichtet.

## Vorplatz
Der Vorplatz  ist mit Pflastermosaiken ausgelegt. Auch befindet sich dort eine Gedenktafel, die an ein Ereignis in den 1940er Jahren erinnert, als der Pfarrer der Gemeinde bei einem schweren Sturm ein Kreuz ins Meer warf, um die Stadt vor Unheil und Überschwemmungen zu bewahren. Seitdem haben sich dort keine größeren Unglücke oder Katastrophen ereignet.